# Tom Green (pilote aérodynamicien)
Pour les articles homonymes, voir Green et Tom Green.
Tom Green est un ingénieur en aérodynamique automobile et pilote américain, détenteur du record de vitesse terrestre en 1964, en ayant dépassé 668 km/h. 

## Biographie

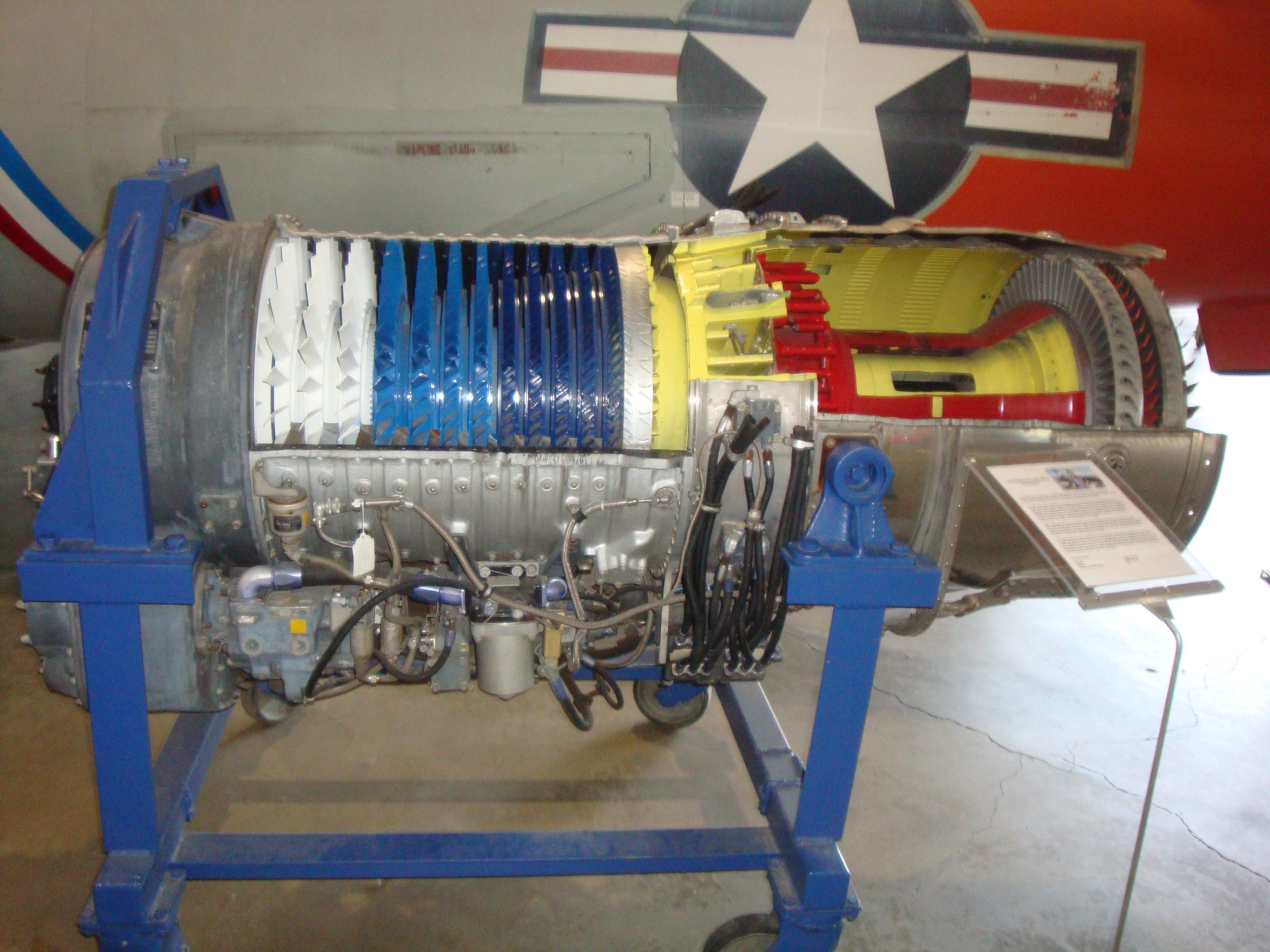
Un Westinghouse J46.

Il exerçait les responsabilités d'ingénieur en chef dans une société de fabrication de clés dynamométriques, lorsqu'il rencontra Walt Arfons (en) à la fin de l'année 1962 dans une foire commerciale à Gary (Indiana) (curieusement il possédait le nom des productions motorisées de ce dernier). Avec lui, il conçut et pilota le Wingfoot Express (en), une voiture expérimentale à turboréacteur spécialement réalisée pour battre le record mondial de vitesse sur terre, homologué par la FIA. Son expérience en matière de sport automobile se limitait alors à une année de courses de stock-cars au Nouveau-Mexique, en 1952. L'engin possédait des roues à jantes en aluminium de faible diamètre, le plus rapprochées possible à l'avant (Green aurait même aimé une seule roue frontale, mais la FIA avait alors ses règles intransigeantes applicables pour les seuls engins à quatre roues), et la propulsion était assurée par un réacteur Westinghouse J46. Les deux hommes présentèrent leur projet de financement à Goodyear, en concurrence avec celui de Craig Breedlove de surface frontale et d'un poids plus importants, qui plus est d'un coût sensiblement plus élevé. Le moteur du Wingfoot Express développait 7 000 lbs de poussée contre 4 400 lbs au J47 de General Electric équipant les Boeing B-47 Stratojet après guerre proposé par Breedlove. Goodyear avalisa ainsi leur demande. Walt construisit le châssis et monta le moteur, alors que Tom réalisait la carrosserie et toute la partie arrière, durant des milliers d'heures de travail. 
Walt (décédé le 4 juin 2013 à 96 ans, dit Poppy) était le demi frère aîné (de 10 ans) d'Art Arfons, qui fut son partenaire, puis concurrent, dans le monde de la compétition automobile. Tous deux exercèrent leurs talents en mécanique dès leurs plus jeunes âges dans la minoterie de leur père, à Akron (Ohio). Ils construisirent leur premier Green Monster en 1952, de par leur fascination commune pour les dragsters. Leur première expérience à trois roues possédait un moteur six cylindres Oldsmobile. Son horrible peinture verte de ferme destinée à des tracteurs le fit présenter par l'annonceur de la première course disputée comme Le Monstre Vert, et le surnom perdura par tradition. 
En 1952, sa version six roues 12 cylindres à moteur Allisson atteignait déjà 231,75 km/h. Durant les années 1950 ils engagèrent ensemble une dizaine de versions de leur création alimentées par des moteurs à piston de type Allison V-1710 (alors abondants et peu onéreux), Ranger ou Rolls-Royce dans des épreuves, souvent confrontés l'un à l'autre. Walt développa activement la mise au point de parachutes intégrés à bord en 1959. Leurs chemins se croisèrent une autre fois à Bonneville Salt Flats en 1960 avec l'Anteater, un véhicule inspiré par la Railton Mobil Special de John Cobb propulsé par un moteur d'avion Allison V-1710 que Art poussa à 504,98 km/h avant de brûler son embrayage. Walt avait présenté le premier dragster à réaction le 6 août 1960 en public (dépourvu de freinage par inertie, contrairement aux moteurs à piston). Avec ce type d'engin il fut le premier crédité d'une incinération de voiture en spectacle au Indianapolis Raceway Park, après un Indy 500.
Au seuil des années 1960 la rivalité des deux frères s'exacerba, « arbitrée » finalement par l'irruption d'un troisième intervenant, en la personne de Craig Breedlove. Celui-ci déclencha les hostilités avec un premier record battu en 1963, sur Spirit of America. Tom Green et Walt Arfons répliquèrent avec succès onze mois plus tard (Walt ne pouvant conduire lui-même l'engin comme prévu à l'origine, à cause d'une attaque cardiaque un mois à peine avant sa tentative de record, puis d'une sérieuse blessure à une main,, puis à six reprises le record changea de mains, désormais entre le cadet des Arftons et Breedlove, ce dernier ayant le dernier mot le 15 novembre 1965 avec Spirit of America - Sonic 1, clôturant deux années d'intenses rivalités à trois constructeurs, avant une pause de cinq années désormais dans la course au record. 
En 1965 Bobby Tatroe succéda à Green au volant d'une nouvelle version, le Wingfoot Express 2 utilisant un système de 10 moteurs-fusées de type JATO à combustible solide (l'équipe étant alors composée d'un douzaine de personnes). L'accélération et le pic de puissance étaient énormes, mais l'effort demandé à la machine n'arrivait pas à être soutenu. Au bout de quelques mois l'engin obtint cependant une vitesse officieuse de 973,65 km/h avec Tatroe.
En 1967 Chrysler demanda à Walt Arfons de convertir des Dodge et Plymouth de stock-car en dragsters à réaction.
Andy Green l'actuel détenteur du record est un homonyme de Tom, qui retrouva son ancien emploi puis devint l'un des vice-présidents de son groupe.

## Record mondial (lac salé de Bonneville)
Sur un kilomètre:
- 1964 (5 octobre): 668,027 km/h, après trois journées passées sur le lac salé asséché (record valide durant trois jours, puis repris par le frère cadet de Walt).